# Mã điện
Mã điện trong khí tượng học là sự chuyển đổi các kết quả quan sát và đo đạc (gọi là quan trắc khí tượng) sang dạng các dãy số tự nhiên giúp cho việc chuyển tải thông tin nhanh chóng và thuận lợi, đồng thời giúp cho các nhà khí tượng trên khắp thế giới có thể hiểu được thực trạng và diễn biến thời tiết ở bất kì địa điểm nào trên Trái Đất có quan trắc khí tượng, mà không phụ thuộc vào ngôn ngữ của bất kì quốc gia nào.
Tổ chức khí tượng thế giới (WMO) quy định thống nhất tất cả các dạng mã (gọi là mã luật khí tượng) cho các nước thành viên sử dụng. Một số dạng mã luật phổ biến là mã Synop dùng để báo các kết quả quan trắc của các trạm khí tượng trên đất liền; mã Ship dùng để báo các kết quả quan trắc trên tàu biển; mã Climat dùng để trao đổi các thông tin khí hậu...